# Sporohalobacter
Sporohalobacter è un genere di batterio appartenente alla famiglia delle Halobacteroidaceae.